# Progresso Fotografico
Progresso Fotografico è una rivista di fotografia fondata a Milano nel 1894 ed edita da Editrice Progresso. Oggi è pubblicata con il titolo Progresso Fotografico. Serie oro. È una delle prime e più longeve riviste italiane dedicate al settore della fotografia.

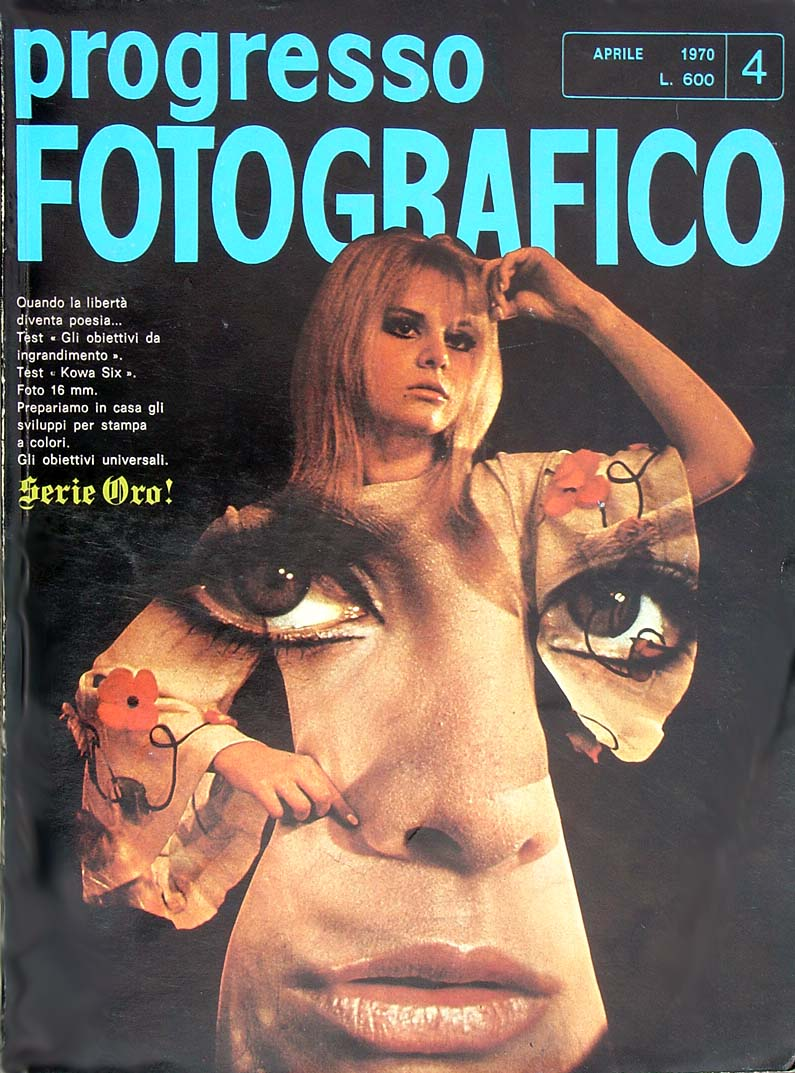
Copertina dell'aprile 1970

## Storia

### Le origini
Progresso Fotografico nasce a Milano, in via Santa Maria Segreta 7, il 1º gennaio del 1894 con il sottotitolo Rivista mensile di fotografia scientifica e pratica grazie a un'idea del chimico e ottico fotografico Rodolfo Namias, e all'iniziativa del cognato Mario Ganzini. La rivista, composta inizialmente da 16 pagine (poi 32 e 36) e nel formato 24 x 17 cm (successivamente 29,5 x 21 cm), si colloca in un contesto editoriale italiano che vede già attive le pubblicazioni della seconda edizione de La Camera Oscura di Prato e del Bullettino della Società fotografica italiana di Firenze, ma segnato anche dalla cessazione della Rivista Fotografica Universale di Brindisi.
Il periodico viene fondato con lo scopo – dichiarato nella lettera di intenti rivolta ai lettori sul primo numero – di analizzare, descrivere e divulgare tecnologie e procedimenti fotografici attraverso un linguaggio che risulti semplice e comprensibile soprattutto per i dilettanti, dando anche spazio agli studi scientifici di chimica e ottica applicati al settore per i professionisti. Tecniche, formule e procedimenti sono spesso pubblicati a puntate e ripresi da articoli tradotti delle più importanti riviste straniere coeve (come le francesi Le Progrès Photographique e Moniteur de la Photographie).
Una caratteristica che contraddistingue i primi anni di vita della rivista – comune anche agli altri periodici dell'epoca – è anche lo scarso numero di illustrazioni interne, conseguentemente alle difficoltà tecniche, ai costi e ai risultati ritenuti poco soddisfacenti, prediligendo l'adozione di tavole fotografiche fuori testo.

### Primi dibattiti
Nel corso della sua attività, la rivista contribuisce sin dai primi numeri ad alimentare dibattiti inerenti alle diverse applicazioni della fotografia, coerentemente alle molteplici tendenze venutesi a sviluppare nel tempo.
Per quanto concerne il concetto di arte fotografica, sulla rivista di Namias emerge da subito la diatriba tra i cosiddetti flouisti e nettisti. Mentre questi ultimi sostengono la meccanicità del medium e la conseguente resa puramente imitativa della natura, i primi, in linea con i dettami estetici della fotografia pittorialista, rifiutano la mera riproduzione del reale e la nitidezza dell'immagine fotografica, distanziandosi da esse attraverso tecniche di ritocco in fase di stampa, quali la gomma bicromata, il bromolio e la resinotipia, ottenendo delle fotografie visivamente simili a incisioni o ad acquerelli.
A inizio del XX secolo, il mensile è terreno anche dei dibattiti intorno alle nuove applicazioni scientifiche e pseudoscientifiche della fotografia, rispettivamente nel campo della criminologia e della frenologia. Nel settembre del 1912 la rivista pubblica un articolo dal titolo La mancata identificazione d'un delinquente e le deficienze tecniche del comune ritratto fotografico per quanto riflette la somiglianza, nel quale viene trattata l'inattendibilità delle teorie avanzate inizialmente da Alphonse Bertillon sulla possibilità di riconoscere la natura criminale dell'individuo umano attraverso i suoi caratteri fisiognomici. A queste considerazioni sulle pagine della rivista La Fotografia Artistica risponde il direttore della Scuola di Polizia Scientifica di Roma Umberto Ellero, il quale, invece, si dimostra favorevole alle nuove possibilità della fotografia.

### Gli anni fra il primo e il secondo dopoguerra
Nel primo dopoguerra, la rivista mantiene coerente la propria linea editoriale divenendo, in Italia, il più influente tra i periodici specializzati in fotografia, in particolare fra i professionisti. Ciò è possibile anche grazie all'ininterrotta conduzione di Rodolfo Namias, il quale, venuto a mancare nel 1938, è succeduto dal figlio Gian Rodolfo.
Nel 1942, in seguito alle difficoltà insorte durante la Seconda guerra mondiale, la rivista sospende la pubblicazione per riaffacciarsi sul panorama editoriale nazionale quattro anni dopo. Ripresa la propria attività nel 1946 (sotto forma di bimestrale fino all'anno seguente), il periodico risulta immutato – salvo piccole modifiche per quanto riguarda la veste grafica e il formato – nei contenuti, ancora strettamente legati allo specialismo del settore, apparendo démodé rispetto alle altre riviste coeve e influenzando conseguentemente con minore efficacia l'ambiente culturale dell'epoca, già interessato all'interdisciplinarità (come il design e la grafica) e alle diverse figure professionali che si relazionano con il medium fotografico (ad esempio i fotografi di architettura e di moda).

### Dagli anni Cinquanta al 2002
Con gli anni Cinquanta, si accentua la presa di consapevolezza verso le potenzialità informative e comunicative dell'immagine fotografica, come dimostra la nascita e diffusione di molteplici rotocalchi come L'Espresso, L'Europeo, Epoca, Il Mondo, e Le Ore, i quali concedono sempre più spazio ai fotoreportage di cronaca. In un panorama così arricchito, la rivista continua a mostrarsi poco incline agli aggiornamenti editoriali, ma nonostante ciò continua a preservare la propria indiscussa notorietà dovuta sia alla lunga storia alle sue spalle sia alla qualità elevata dei contenuti critici, sempre affiancati da articoli di natura tecnica, aspetto quest'ultimo coerente con gli intenti dichiarati sin dal 1894.
Nel 1980 la direzione passa al figlio di Gian Rodolfo Namias, Sergio, attuale direttore anche del Centro Studi Progresso Fotografico.
Nel giugno del 2002 si pubblica l'ultimo fascicolo dopo 108 anni di attività.

### Dal 2002 a oggi
Conclusa l'esperienza di Progresso Fotografico, nell'agosto del 2002 Editrice Progresso fonda la rivista mensile PC Photo, pubblicata poi dal settembre 2008 con il titolo PC Photo & Mobile Phone; nel gennaio del 2010 il periodico cambia ancora in PC Photo Digital Imaging e nell'aprile del 2011 in PC Photo Multimedia, fino allo stesso mese del 2012 (pubblicato come bimestrale nel primo numero e successivamente come semestrale). 
Nel 2005, parallelamente, nasce il progetto editoriale Progresso Fotografico. Serie Oro, periodico monografico (trimestrale fino al 2013, successivamente bimestrale) sorto dalle ceneri della storica rivista fondata da Rodolfo Namias, e diretta ancora dal nipote Sergio.